# Det hände en natt

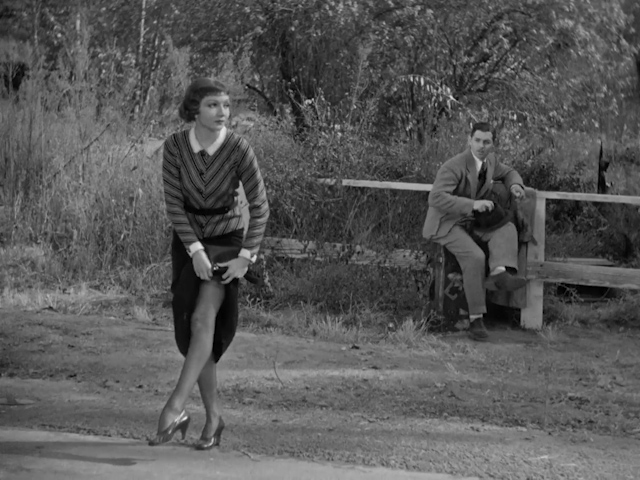
Ellie Andrews (Claudette Colbert) försöker förbättra oddsen till lift i en av filmens kändaste scener.

Det hände en natt (engelska: It Happened One Night) är en amerikansk romantisk komedi från 1934 i regi av Frank Capra. Filmen är baserad på novellen "Night Bus" av Samuel Hopkins Adams. Huvudrollerna spelas av Clark Gable och Claudette Colbert. Filmen erhöll fem Oscars, däribland för bästa film.

## Handling
Ellen "Ellie" Andrews är dotter till den mycket förmögne Alexander Andrews. Hon tänker gifta sig med piloten King Westley, ökänd för att jaga pengar, mot pappans vilja. Alexander Andrews vill få bröllopet inställt eftersom han vet att Westley bara är intresserad av Ellies pengar. Ellie rymmer och går ombord på en Greyhound-buss till New York för att återförenas med Westley. Hon träffar då på medpassageraren Peter Warne, en tidningsreporter som nyligen förlorat sitt jobb. Peter kommer snart att känna igen henne och ger henne ett val. Om hon ger honom exklusiv rätt till sin berättelse, hjälper han henne att återförenas med Westley. Om inte, kommer han att berätta för fadern var hon är. Ellie går motvilligt med på det första alternativet. De upplever sedan några äventyrligheter ihop och blir förälskade i varandra. Men ytterligare missförstånd väntar.

## Rollista i urval
- Clark Gable – Peter Warne, journalist
- Claudette Colbert – Ellie Andrews
- Walter Connolly – Alexander Andrews
- Roscoe Karns – Oscar Shapeley, pratmakare
- Jameson Thomas – King Westley, flygare
- Alan Hale, Sr. – Danker
- Arthur Hoyt – Zeke
- Blanche Frederici – Zekes fru
- Charles C. Wilson – Joe Gordon

## Utmärkelser och nomineringar
Filmen erhöll fem Oscars vid Oscarsgalan 1935: Bästa film, bästa regi, bästa manus efter förlaga, bästa kvinnliga huvudroll (Colbert) och bästa manliga huvudroll (Gable).